# Kościół Trójcy Świętej w Rudziczce
Kościół Trójcy Świętej w Rudziczce – rzymskokatolicki kościół parafialny w Rudziczce, należący do parafii Trójcy Świętej w Rudziczce, w dekanacie Prudnik, diecezji opolskiej.

## Historia

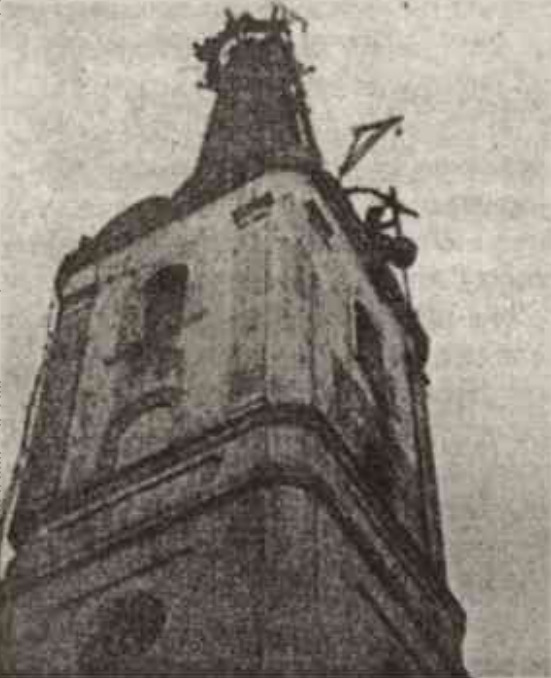
Zniszczony dach kościoła po II wojnie światowej

Parafia w Rudziczce powstała na przełomie XIII i XIV wieku. Pierwotnie należała do diecezji wrocławskiej. Pierwszym proboszczem w Rudziczce był ks. Mikołaj Plessel, wymieniony w bulli papieża Klemensa VI z 12 czerwca 1350. Po raz pierwszy kościół wzmiankowany w źródłach w 1337. W XVI wieku w Rudziczce popularność zdobył protestantyzm. Po kolei, protestanckimi pastorami we wsi byli: Martin Zimmermann z Brzegu (1570–1573), Thoman Thanhöltzer (1576–1587), Stephan Henel (ojciec Mikołaja Henela; 1587–1602), Theophil Henel (1602–1628). W 1582 protestanci wybudowali nową świątynie na miejscu dotychczasowego kościoła katolickiego.
Obecny kościół został zbudowany w latach 1801–1803 z inicjatywy ks. dziekana i proboszcza Thomasa Grabera. Kamień węgielny pod budowę został położony 1 czerwca 1801. Poświęcenia kościoła dokonał biskup wrocławski Melchior von Diepenbrock, który odwiedził Rudziczkę w 1850.
W ciągu XIX wieku kościół był aktywnie unowocześniany. W 1826 do kościoła w Rudziczce sprowadzono ołtarz z raciborskiego kościoła franciszkanów. W 1863 wymieniona została dotychczasowa posadzka zbudowana z kamienia łamanego i cegły na nową – marmurową, która do dzisiaj znajduje się w świątyni. W 1868 zamontowano nowe organy. W 1888 kościół otrzymał nową ambonę (ostatnia renowacja w 1993). W 1892 założono nowe okna witrażowe z patronami sąsiednich kościołów: św. Anny (Niemysłowice) i św. Jerzego (Mieszkowice).
Podczas walk o wieś w 1945 został uszkodzony dach kościoła

## Architektura

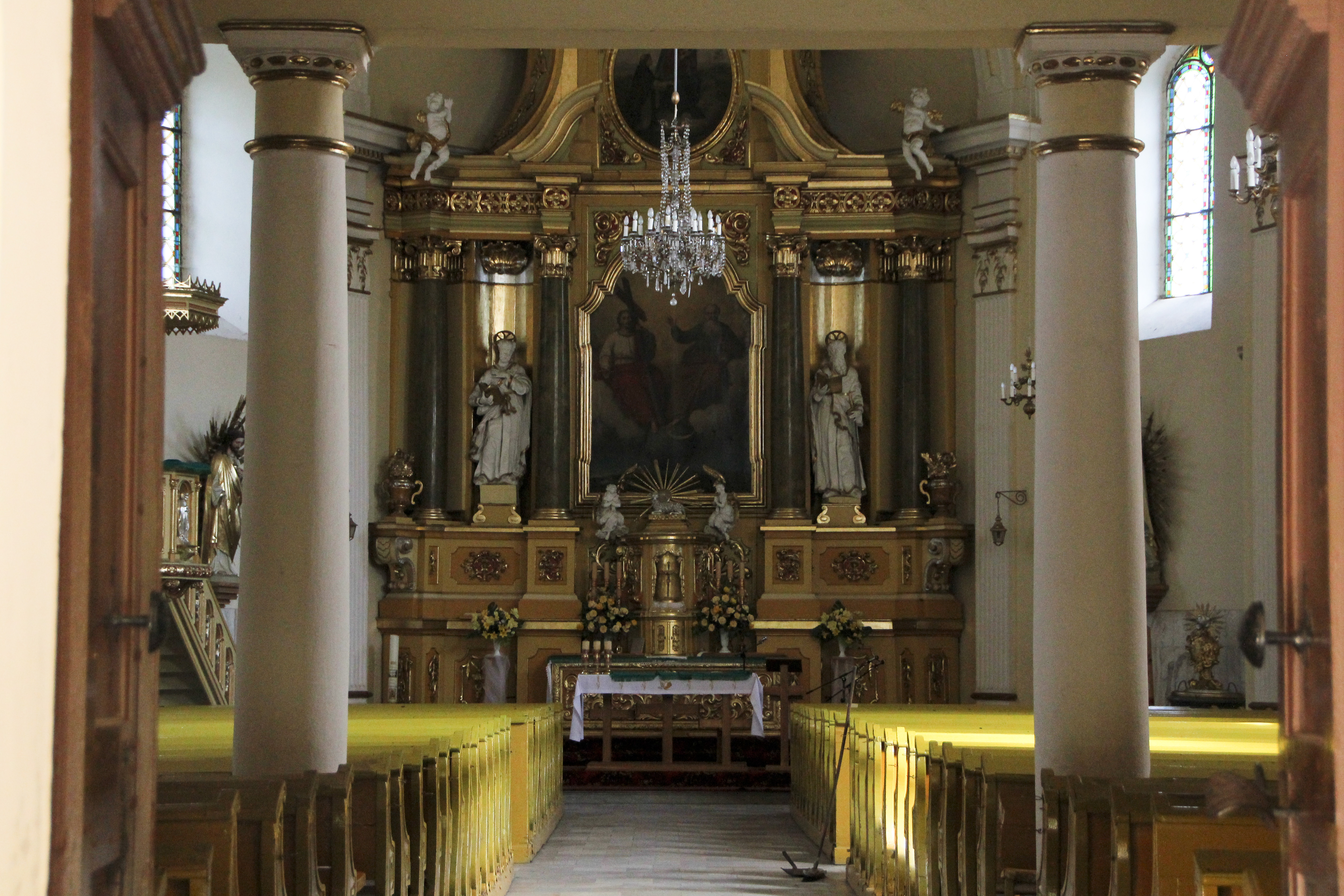
Wnętrze kościoła

Kościół został wzniesiony na oryginalnym i prawie niespotykanym rzucie elipsy i dachu o zaokrąglonej kalenicy. W Europie istnieją jeszcze dwa tego typu obiekty. Zbudowany w stylu klasycystycznym. Jest on orientowany, po stronie zachodniej znajduje się kwadratowa wieża i wejście główne do świątyni. Wieża i dach kościoła, po wybudowaniu, pokryte zostały gontami. Późniejsze pokrycie stanowił łupek oraz blacha cynkowe. W 1984 wieża i dach zostały pokryte blachą miedzianą. Po bokach kościoła – od strony południowej i północnej – znajdują się kwadratowe przybudówki mieszczący od strony południowej kruchtę z bocznym chórem; od północnej natomiast – zakrystię, również z bocznym chórem. Za wejściem głównym znajdują się cztery kolumny jońskie, które podtrzymują chór główny z organami. Organy z 1868 mają dwa manuały z 14 głosami (registrami) oraz klawiaturę nożną, składającą się z czterech registrów. Ich ostatnia renowacja miała miejsce w 1993.
Kościół posiada pięć zaokrąglonych na górze okien z jednej strony oraz pięć ze strony przeciwnej. Okna z witrażami założono w 1892. Dwa z nich to witraże figuralne, przedstawiające patronów pobliskich kościołów: św. Anny, patronki Niemysłowic i od 1666 mater adiuncta Rudziczki oraz św. Jerzego – patrona Mieszkowic.

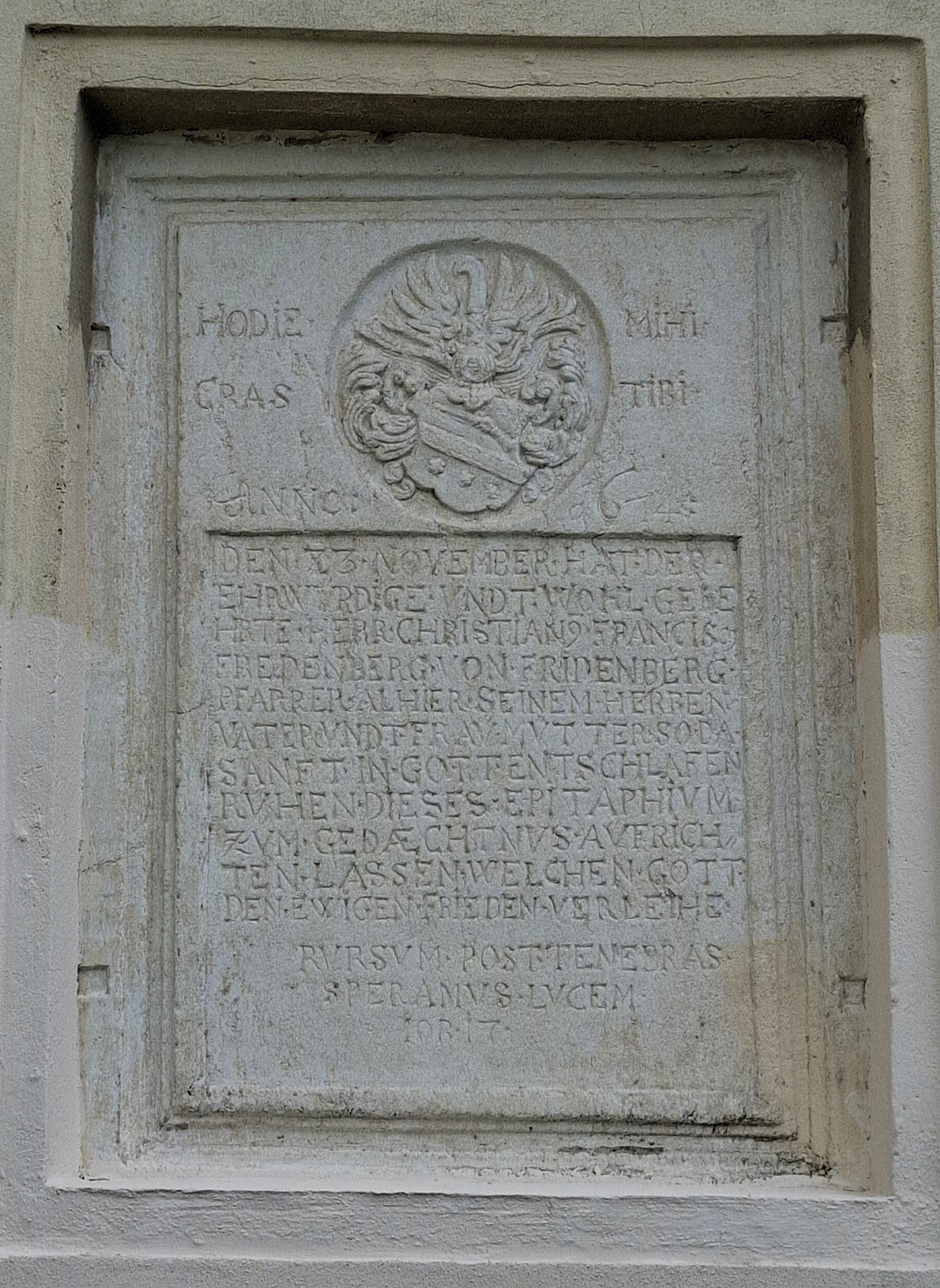
Epitafium na ścianie kościoła

W ścianie bocznego wejścia do kościoła znajdują się dwie kamienne renesansowe płyty nagrobne małżonków Christofa Workwitz-Morkwitz z Rudziczki i żony Urszuli Bischofshey z 1606, pochodzące z wcześniejszej budowli. Na ścianie bocznego wejścia znajduje się epitafium z 1674, poświęcone zmarłym rodzicom ówczesnego proboszcza. Na tablicy, m.in. widnieje napis: Hodie mihi – cras tibi, rursum post tenebras speramus lucem. Po lewej stronie bocznego wejścia, w ścianie umieszczony jest kamień grobowy, upamiętniający budowniczego kościoła ks. Thomasa Grabera, zmarłego 21 października 1820 w wieku 52 lat.